# Otto Hansmann
Otto Hansmann (* 20. August 1834 in Köln; † 1875) war ein deutscher Bildhauer und Steinmetz.

## Leben
Hansmann war der Sohn des Bildhauers Johann Hansmann und ein Schüler von Christian Mohr. Er leitete bis 1873 das Atelier seines Vaters.
Er fertigte die 1859 aufgestellten Statuen des Ludwig Weise (Wyse) und Mathias Overstolz am Traine’schen Haus, Ecke Blaubach und Perlengraben. Am Neubau der Fassade des Kölner Rathauses nach dem Altenmarkt arbeitete er um 1870 unter anderem eine Anzahl der Medaillons mit Kaiserköpfen im Fries des oberen Stockwerks. Verschiedene Skulpturen fertigte er am Kölner Rathaus. Er war von 1867 bis 1869 an der künstlerischen Gestaltung einer Fassade an einer Oberrealschule in Köln beteiligt und führte mit Wilhelm Albermann die Bildhauerarbeiten am Mittelbau des neuen Stadttheaters in der Glockengasse aus.
Zu seinen Werken werden mindestens 333 Plastiken am Kölner Dom gerechnet. Ein Hochkreuz auf dem Frimmersdorfer Friedhof gilt ebenfalls als sein Werk, da sein Name als Steinmetz in dem Sandstein lesbar ist.